# PPPoX
PPPoX (PPP over X) désigne une famille de protocoles encapsulant PPP.
Font partie de PPPoX :
- PPPoA, où PPP est encapsulé dans ATM
- PPPoE, où PPP est encapsulé dans Ethernet
- PPTP, où PPP est encapsulé dans des paquets GRE
- L2TP v2 (et son ancêtre L2F), où PPP est encapsulé et multiplexé dans des tunnels transportés sur UDP

PPP pouvant utiliser n'importe quel transport supportant la transmission de données asynchrones, on peut trouver beaucoup d'autres implémentations moins standards.
Par exemple: PPP over SSH, PPP over USB, PPP over RS232, etc.